# إدوارد يوردون
إدوارد ناش يوردون (بالإنجليزية: Edward Nash Yourdon) ب(ولد 30 أبريل 1944 - توفي 20 يناير 2016) هو مهندس برمجيات أمريكي وكاتب، محاضر، مستشار في مجال الحاسوب، ورائد في منهجية هندسة البرمجيات.